# François Décorchemont
François Émile Décorchemont (* 26. Mai 1880 in Conches-en-Ouche; † 17. Februar 1971 ebenda) war ein französischer Maler, Keramiker und Glaskünstler.

## Leben

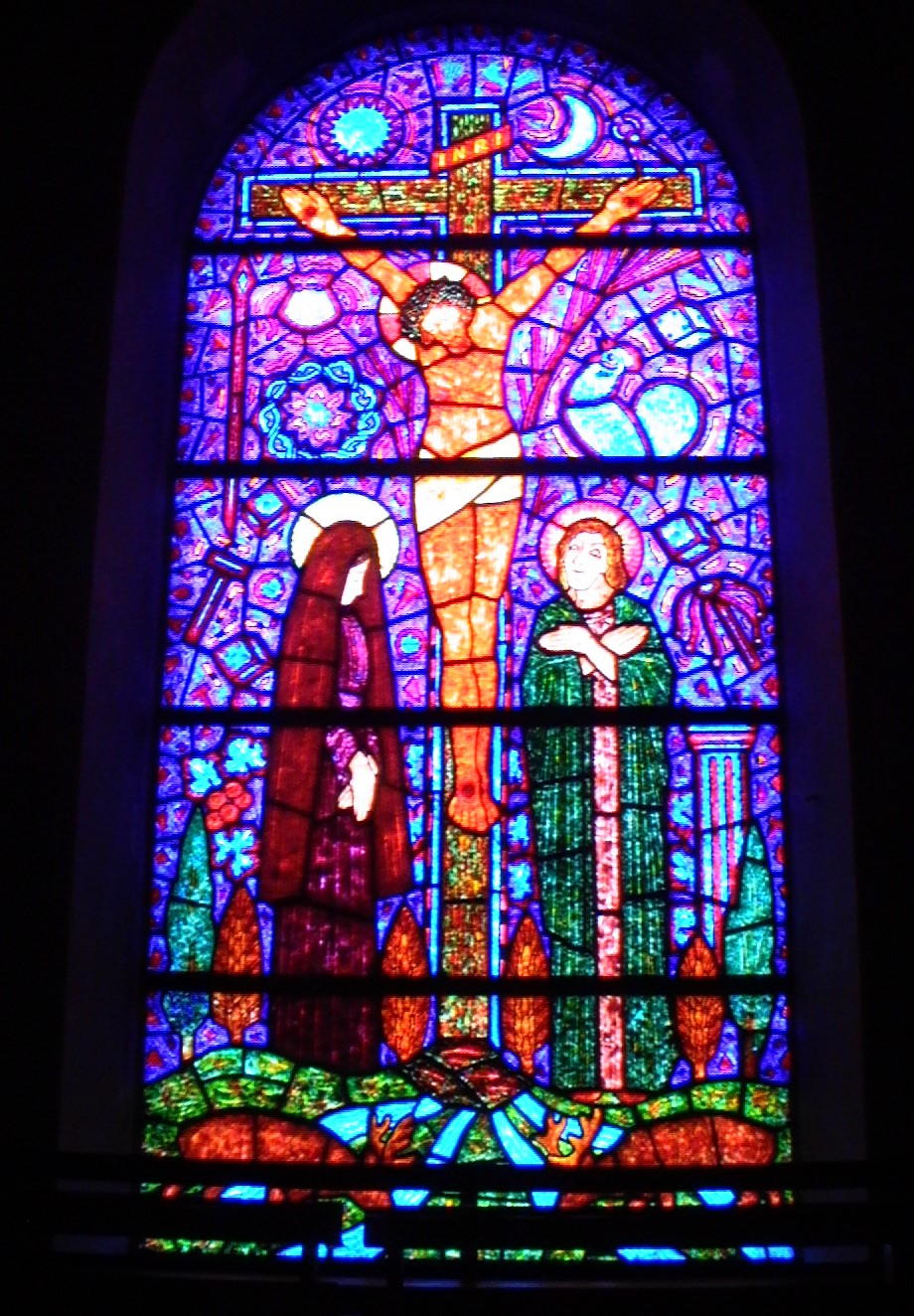
Kreuzigung von 1954, Fenster der Kirche Saint-Ouen in Gaillon, bestehend aus fünf Segmenten.

François Décorchemont stammte aus einer Künstlerfamilie; sein Vater Louis Émile Décorchemont (1851–1921) war Professor für Bildhauerei an der École nationale supérieure des arts décoratifs in Paris, an der auch François studierte.
Décorchemont begann seine künstlerische Tätigkeit als Maler und Keramiker. 1903 wandte er sich der Fertigung von Glas aus Pâte de verre zu, wozu er ab 1909 mit einer neuen Formtechnik experimentierte. Mit Hilfe seines Vaters passte er das Wachsausschmelzverfahren an die Produktion von Glas an. Zudem unternahm er Versuche mit einer neuen Komposition seiner Glaspaste, die er zu Pâte de cristal weiter entwickelte, einem Material mit größerer Transparenz und Lichtdurchlässigkeit. 1912 stellte er zum ersten Mal auf dem Salon des Artistes décorateurs aus, danach auf dem Salon der Société des Artistes Français, unter anderem einen mit Rosen verzierten Becher mit dicker, lichtdurchlässiger Wand. Im Ersten Weltkrieg war Décorchemont im Sekretariat des Kriegsministeriums tätig. Auf der Exposition internationale des Arts Décoratifs et industriels modernes 1925 waren seine Arbeiten an mehreren Stellen vertreten.
Im Verlauf der Weltwirtschaftskrise ließ die Nachfrage für Luxusartikel stark nach. Der tief religiöse Décorchemont fertigte daher ab den 1930er Jahren Fenster für über dreißig Kirchen, darunter eins mit einer Fläche von 300 m² für die Kirche Sainte-Odile in Paris sowie weitere, beispielsweise in der Eglise Saint Hélier in Beuzeville, in der Eglise St-Gervais-St-Protaisin in Étrépagny und in der Eglise Très Sainte Vierge Marie et Saint-Aubin in Ménesqueville.
Der Künstler galt als sehr diskret und hielt seine Entdeckungen und Techniken geheim.
Die Ehrenlegion nahm François Décorchemont als 1926 „Ritter“ auf; 1955 wurde er zum „Offizier“ erhoben. Décorchemont war der Großvater der Glasmacher Antoine Leperlier und Étienne Leperlier.

## Werke (Auswahl)
Décorchemonts Werk zeichnet sich durch ein raffiniertes Design, schlichte Linien und die Helligkeit, Transparenz und Leuchtkraft der Farben aus. Seine Kreationen haben keinen funktionalen, sondern wegen ihrer Zerbrechlichkeit und ihrer Herstellungskosten nur einen ästhetischen Wert. Er veröffentlichte seine Werke in kleinen Serien und suchte nicht nach Ertrag, sondern nach Ästhetik.
- Coupe deux anses et masques, 1919
- Coupe sur talon, 1920
- Deux Anses Serpents bowl, 1925
- Poisson sautant, 1938
- Gemälde Village, 1939
- Loir comestible, 1940